# Jesse Eisenberg
Jesse Adam Eisenberg (New York, 5 oktober 1983) is een Amerikaans acteur. Ook sprak hij de stem van Blu in Rio en Rio 2 in. Hij werd in 2011 genomineerd voor onder meer een Oscar, een Golden Globe en een BAFTA Award voor zijn rol als Mark Zuckerberg in de biografische dramafilm The Social Network. Eisenberg maakte in 2001 zijn acteerdebuut als Eric Dobbs in de televisiefilm Lightning: Fire from the Sky en was een jaar later voor het eerst te zien op het grote scherm, als Nick in Roger Dodger.
Eisenberg kreeg in 1999 een vaste rol als Kenny Green in de komedieserie Get Real, die na 22 afleveringen stopte. Afgezien daarvan bestaat zijn cv vrijwel volledig uit filmrollen.

## Filmografie
| Jaar | Titel                              | Rol              | Opmerking     |
| ---- | ---------------------------------- | ---------------- | ------------- |
| 2024 | A Real Pain                        | David Kaplan     |               |
| 2021 | Zack Snyder's Justice League       | Lex Luthor       |               |
| 2019 | Vivarium                           | Tom              |               |
| 2019 | Zombieland: Double Tap             | Columbus         |               |
| 2017 | Justice League                     | Lex Luthor       |               |
| 2016 | Now You See Me 2                   | J. Daniel Atlas  |               |
| 2016 | Café Society                       | Bobby            |               |
| 2016 | Batman v Superman: Dawn of Justice | Lex Luthor       |               |
| 2015 | American Ultra                     | Mike Howell      |               |
| 2015 | Louder than Bombs                  | Jonah            |               |
| 2015 | The End of the Tour                | David Lipsky     |               |
| 2014 | Rio 2                              | Blu              | Stem          |
| 2013 | The Double                         | Simon/James      |               |
| 2013 | Night Moves                        | Josh Stamos      |               |
| 2013 | Now You See Me                     | J. Daniel Atlas  |               |
| 2013 | He's Way More Famous Than You      | Zichzelf         |               |
| 2012 | Free Samples                       | Tex              |               |
| 2012 | To Rome with Love                  | Jack             |               |
| 2012 | Why Stop Now                       | Eli Bloom        |               |
| 2011 | 30 Minutes or Less                 | Nick Davis       |               |
| 2011 | Rio                                | Blu              | Stem          |
| 2010 | The Social Network                 | Mark Zuckerberg  |               |
| 2010 | Camp Hell                          | Daniel           |               |
| 2010 | Holy Rollers                       | Sam Gold         |               |
| 2009 | Zombieland                         | Columbus         |               |
| 2009 | Solitary Man                       | Daniel Cheston   |               |
| 2009 | Adventureland                      | James Brennan    |               |
| 2007 | The Living Wake                    | Mills Joaquin    |               |
| 2007 | One Day Like Rain                  | Mark             |               |
| 2007 | The Hunting Party                  | Benjamin Strauss |               |
| 2007 | The Education of Charlie Banks     | Charlie          |               |
| 2005 | Cursed                             | Jimmy            |               |
| 2005 | The Squid and the Whale            | Walt Berkman     |               |
| 2004 | The Village                        | Jamison          |               |
| 2002 | The Emperor's Club                 | Louis Masoudi    |               |
| 2002 | Roger Dodger                       | Nick             |               |
| 2001 | Lightning: Fire from the Sky       | Eric Dobbs       | televisiefilm |